# Sopot (Belgrad)

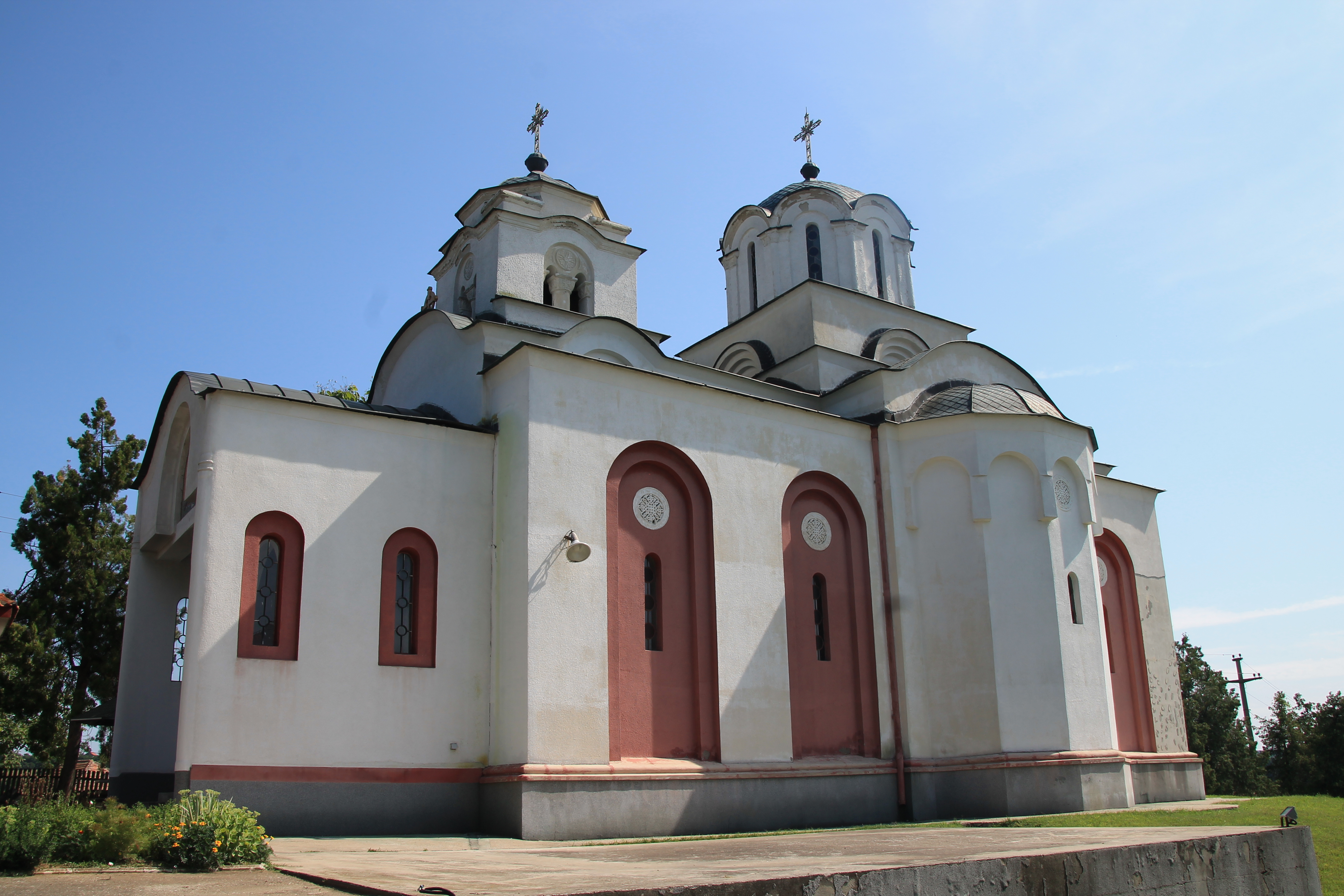
Die serbisch-orthodoxe Christi-Himmelfahrts-Kirche

Sopot (serbisch: Сопот) ist ein Vorstadtbezirk der serbischen Hauptstadt Belgrad.

## Name
Der Name Sopot ist altslawischer Herkunft und bedeutet „Quelle oder Wasser, das herabstürzt“. 

## Geschichte
Das Städtchen Sopot entstand inmitten des Dorfes Ropočevo und wird erstmals in der Karte Langers zu Beginn des 19. Jahrhunderts erwähnt. Ropočevo und Sopot sind in dieser Karte als Dörfer für sich eingezeichnet. 
In Sopot steht die von 1934 bis 1936 erbaute serbisch-orthodoxe Christi-Himmelfahrts-Kirche. Zu den Belgrader Stadtbezirken gehört Sopot seit 1956.
Der Feiertag des Stadtbezirks Sopot ist der 2. Juli, der Tag der Aufstellung der Partisanenabteilung Kosmaj.